# Marloes Oldenburg
Marloes Oldenburg (La Haya, 9 de marzo de 1988) es una deportista neerlandesa que compite en remo.
Participó en los Juegos Olímpicos de París 2024, obteniendo una medalla de oro en la prueba de cuatro sin timonel.
Ganó tres medallas en el Campeonato Mundial de Remo, en los años 2022 y 2023, y cinco medallas en el Campeonato Europeo de Remo entre los años 2017 y 2023.

## Palmarés internacional
| Juegos Olímpicos   | Juegos Olímpicos         | Juegos Olímpicos  | Juegos Olímpicos   |
| Año                | Lugar                    | Medalla           | Prueba             |
| ------------------ | ------------------------ | ----------------- | ------------------ |
| 2024               | París (Francia)          | Medalla de oro    | Cuatro sin timonel |
| Campeonato Mundial |                          |                   |                    |
| Año                | Lugar                    | Medalla           | Prueba             |
| 2022               | Račice (República Checa) | Medalla de plata  | Cuatro sin timonel |
| 2022               | Račice (República Checa) | Medalla de plata  | Ocho con timonel   |
| 2023               | Belgrado (Serbia)        | Medalla de oro    | Cuatro sin timonel |
| Campeonato Europeo |                          |                   |                    |
| Año                | Lugar                    | Medalla           | Prueba             |
| 2017               | Račice (República Checa) | Medalla de plata  | Doble scull        |
| 2018               | Glasgow (Reino Unido)    | Medalla de bronce | Ocho con timonel   |
| 2021               | Varese (Italia)          | Medalla de plata  | Ocho con timonel   |
| 2022               | Múnich (Alemania)        | Medalla de bronce | Ocho con timonel   |
| 2023               | Bled (Eslovenia)         | Medalla de bronce | Cuatro sin timonel |